# Kaisersesch
Kaisersesch là một đô thị thuộc huyện Cochem-Zell, bang Rheinland-Pfalz, Đức. Đô thị này có diện tích 8,18 ki-lô-mét vuông. Kaisersesch nằm bên Eifel, cự ly khoảng 14 km về phía bắc Cochem và 16 km về phía tây nâm Mayen.
Kaisersesch là thủ phủ của Verbandsgemeinde ("đô thị cộng đồng") Kaisersesch.